# Hortense Panum
Hortense Panum, född den 14 mars 1856 i Kiel, död den 26 april 1933, var en dansk musikhistoriker, dotter till P.L. Panum. 
Hortense Panum var elev till August Winding, Victor Bendix och Orla Rosenhoff i Köpenhamn samt Wilhelm Tappert i Berlin. Hon blev 1906 lärare i musikhistoria vid konservatoriet i Köpenhamn. Hon författade del I av den stora Illustreret Musikhistorie (1905; 2:a delen skriven av William Behrend)  Musikhistorien i kortfattet Fremstilling (1910) samt Middelalderens Strengeinstrumenter og deres Forløbere i Oldtiden (I, 1915). Sedan 1923 utgav hon i förening med Behrend ett musiklexikon. Hon skrev även uppsatser om äldre nordiska musikinstrument.